# Lijst van spelers van HNK Hajduk Split
De lijst van voetballers van HNK Hajduk Split omvat voetballers die bij de Kroatische voetbalclub HNK Hajduk Split spelen of gespeeld hebben sinds de oprichting van de club. De spelers zijn alfabetisch gerangschikt.

## A

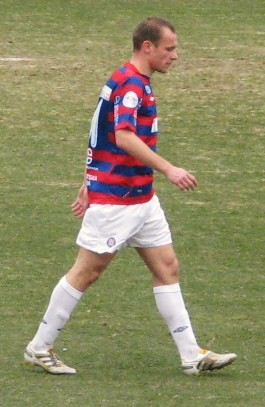
Srđan Andrić, voormalig aanvoerder van HNK Hajduk Split.

- Edmond Abazi
- Temurkhuja Abdukholikov
- Zdenko Adamović
- Goran Alar
- Adrian Aliaj
- Srđan Andrić
- Mislav Anđelković
- Franko Andrijašević
- Stjepan Andrijašević
- Andrija Anković
- Ante Aračić
- Krešimir Arapović
- Jeremiah Arkorful
- Manuel Arteaga
- Aljoša Asanović
- Antonio Asanović

## B

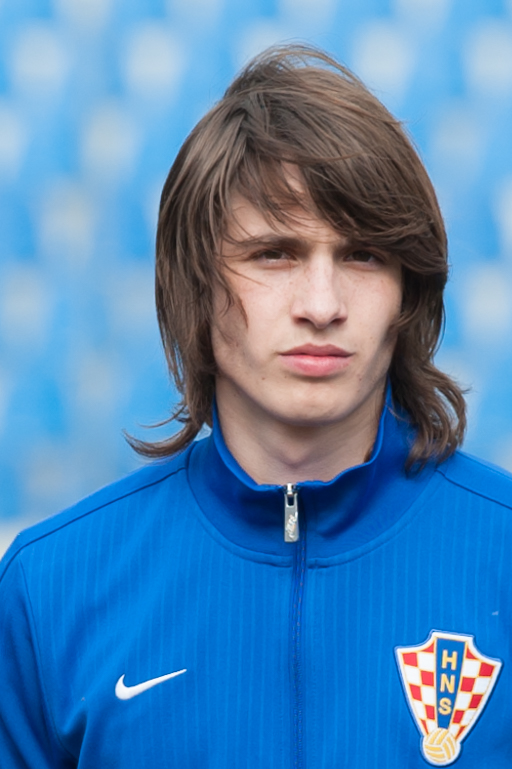
Andrija Balić.

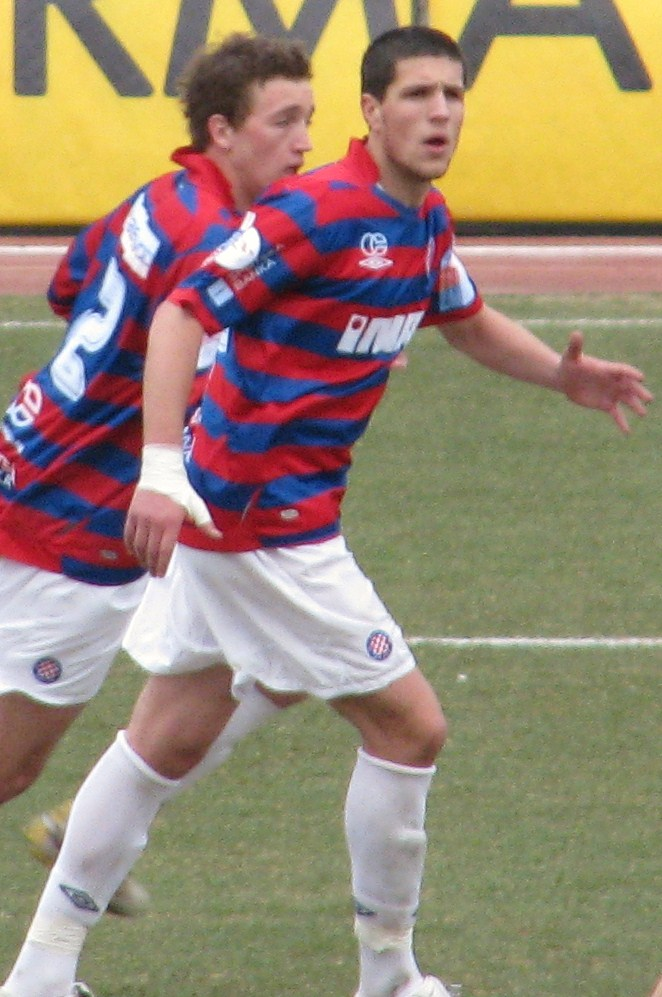
Verdediger Jurica Buljat.

- Stipe Bačelić-Grgić
- Branko Bakotić
- Momir Bakrač
- Andrija Balajić
- Stipe Balajić
- Josip Balatinac
- Andrija Balić
- Vladimir Balić
- Ivan Banić
- Josip Bašić
- Petar Bašić
- Mateo Baturina
- Josip Barišić
- Domagoj Barac
- Bernard Barnjak
- Mladen Bartolović
- Mladen Bartulović
- Hamza Barry
- Arlind Basha
- Petar Bašić
- Toma Bašić
- Mate Baturina
- Vladimir Beara
- Ivo Bego
- Zvonko Bego
- Vinko Begović
- Ljubo Benčić
- Marko Bencun
- Josip Bender
- Andrej Bešlić
- Mate Bilić
- Slaven Bilić
- Marino Biliškov
- Maksim Bilyi
- Leonard Bisaku
- Bulend Biščević
- Dragan Blatnjak
- Goran Blažević
- Alen Bokšić
- Mario Boljat
- Luka Bonačić
- Mirko Bonačić
- Mihovil Borovčić
- Petar Bosančić
- Boško Boškovič
- Miroslav Bošković
- Ivan Bošnjak
- Dalibor Božac
- Filip Bradarić
- Elvis Brajković
- Mario Brkljača
- Božo Broketa
- Stanko Bubalo
- Frane Bućan
- Mario Budimir
- Haris Bukva
- Josip Bulat
- Nino Bule
- Ivan Buljan
- Jurica Buljat
- Marijan Buljat
- Ervin Bulku
- Miloš Bursać
- Tomislav Bušić

## C

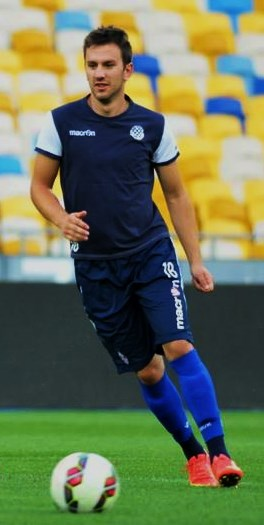
Mijo Caktaš.

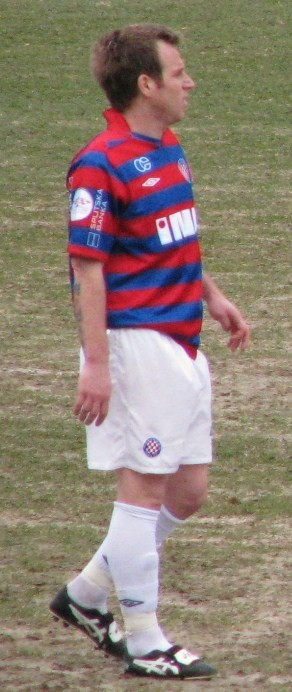
De Roemeense middenvelder Florin Cernat.

- Frane Čačić
- Dragoslav Čakić
- Mijo Caktaš
- Ivo Caput
- Mario Carević
- Cassio
- Niko Čeko
- Petar Čeko
- Dragutin Čelić
- Vedran Celiščak
- Damir Čerkić
- Florin Cernat
- Sebastjan Cimirotič
- Davor Čop
- Duje Čop
- Josip Čop
- Marko Ćosić
- Ante Čović
- Nikica Cukrov
- Bartul Čulić
- Ivan Ćurjurić
- Vinko Cuzzi

## D
- Zlatko Dalić
- Dario Damjanović
- Alen Deanović
- Enes Demirović
- James Dens da Silva
- Zvonimir Deranja
- Stjepan Deverić
- Boriša Đorđević
- Vlatko Đolonga
- David Domej
- Mate Dragičević
- Darko Dražić
- Ivan Jakov Džoni
- Vilson Džoni

## E
- Josip Elez
- Predrag Erak
- Ante Erceg
- Tomislav Erceg
- Mate Eterović

## F
- Joško Farac
- Felipe de Souza Campos
- Suad Filekovič
- Steliano Filip
- Dalibor Filipović
- Domagoj Franić
- Antonio Franja
- Márkó Futács

## G

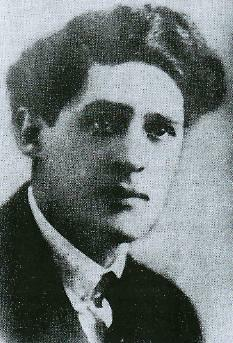
Oud-voetballer Nikola Gazdić rond 1920.

- Miklós Gaál
- Drago Gabrić
- Tonči Gabrić
- Igor Gal
- Nikola Gazdić
- Otmar Gazzari
- Lorenzo Gazzari
- Savvas Gentsoglou
- Igor Gjuzelov
- Joško Gluić
- Tomislav Glumac
- Sandro Gotal
- Nenad Gračan
- Goran Granić
- Ivo Grbić
- Lenko Grčić
- Tomislav Grčić
- Mario Grgurović
- Ivan Gudelj
- Vladimir Gudelj

## H
- Mili Hadžiabdić
- Ismar Hairlahović
- Mirsad Hibić
- Ivan Hlevnjak
- Dragan Holcer
- Steve Horvat
- Mirko Hrgović
- Danijel Hrman
- Said Husejinović

## I

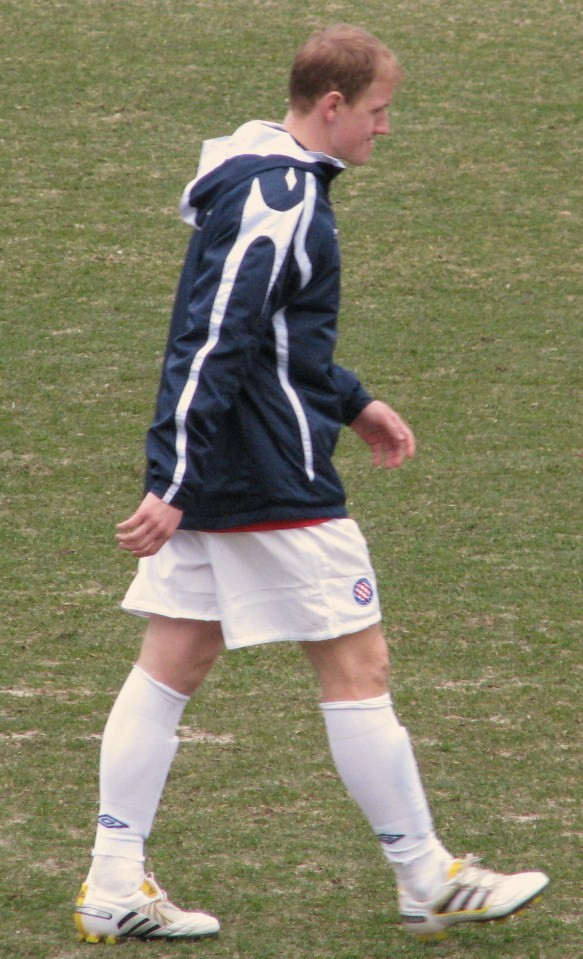
De Bosniakse middenvelder Senijad Ibričić.

- Senijad Ibričić
- Giorgi Iluridze
- Masahiko Inoha
- Ardian Ismajli
- Goran Ivanišević
- Tomislav Ivić

## J
- Antonio Jakoliš
- Janko Janković
- Robert Jarni
- Ante Jazić
- Jefferson
- Igor Jelavić
- Mario Jelavić
- Nikica Jelavić
- Joško Jeličić
- Zoran Jelikić
- Nikola Jerkan
- Jure Jerković
- Ive Jerolimov
- Dario Jertec
- Jiří Jeslínek
- Jô
- Matej Jonjić
- Mićun Jovanić
- Goran Jozinović
- Josip Juranović
- Renato Jurčec
- Ivan Jurić
- Robert Juričko
- Marin Jurina
- Damir Jurković

## K

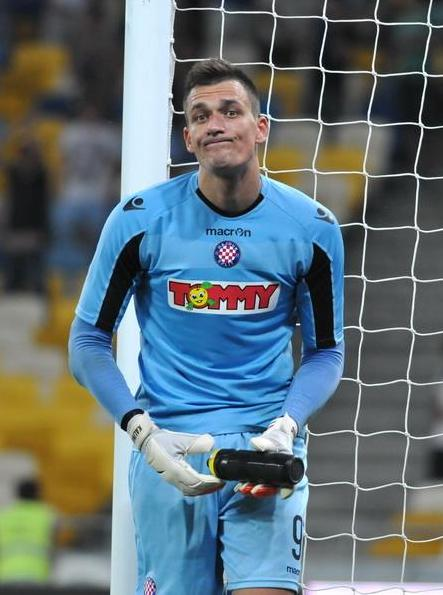
Doelman Lovre Kalinić.

- Ratko Kacian
- Tvrtko Kale
- Anthony Kalik
- Ivica Kalinić
- Lovre Kalinić
- Nikola Kalinić
- Luka Kaliterna
- Branko Karačić
- Teo Kardum
- Ivan Katalinić
- Ervin Katnić
- Tomislav Kiš
- Jean Evrard Kouassi
- Ljubomir Kokeza
- Krešimir Kordić
- Grgica Kovač
- Miro Kovačić
- Aleksandar Kozlina
- Ardian Kozniku
- Zvonimir Kožulj
- Vladimir Kragić
- Igor Kralevski
- Niko Kranjčar
- Sergije Krešić
- Petar Krpan
- Mišo Krstičević
- Tonći Kukoč
- Ante Kušeta
- Josip Kvesić

## L

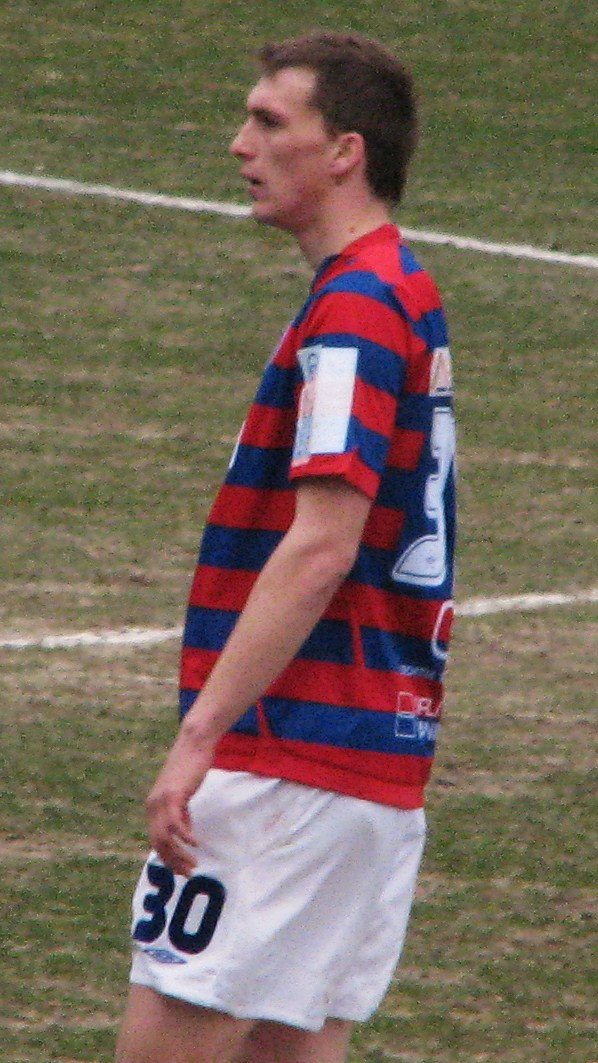
Middenvelder Marin Ljubičić.

- Vik Lalić
- Klemen Lavrič
- Ivan Leko
- Leo Lemešić
- Marino Lemešić
- Ivan Lendrić
- Karlo Letica
- Rúben Lima
- Siniša Linić
- Krisztián Lisztes
- Marin Ljubić
- Krešo Ljubičić
- Marin Ljubičić
- Frane Lojić
- Krunoslav Lovrek
- Luka Lučić
- Šime Luketin
- Slavko Luštica
- Steven Lustica

## M

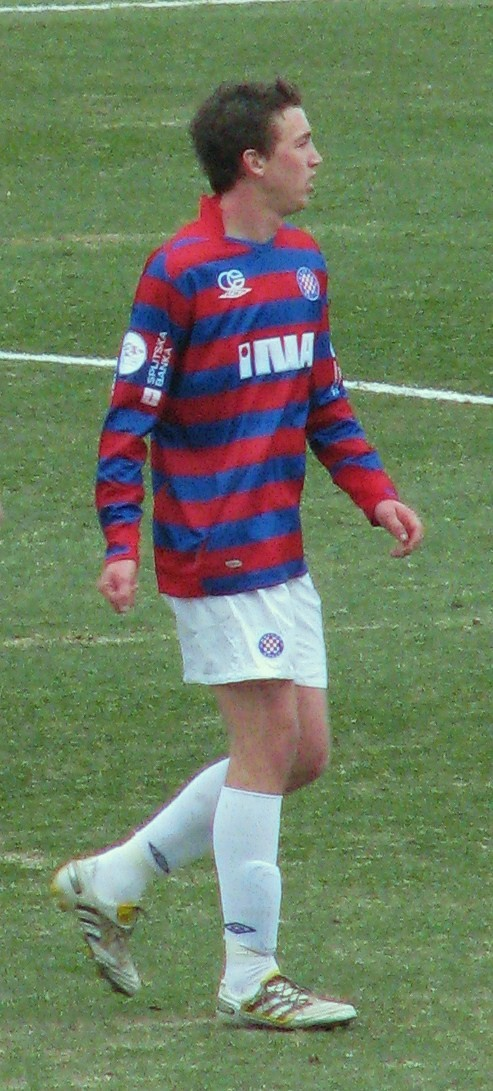
Mario Maloča, voormalig aanvoerder van HNK Hajduk Split.

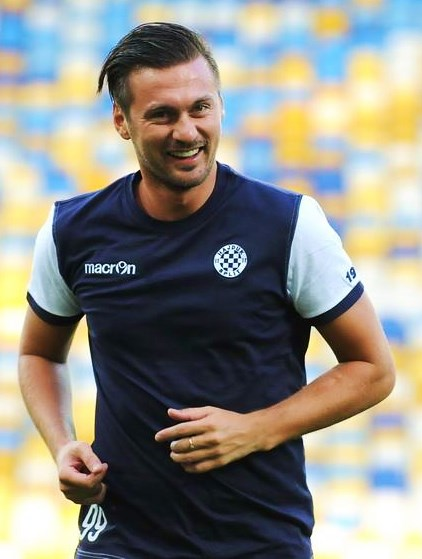
De Oekraïense aanvaller Artem Milevsky.

- Ignacio Maganto
- Anton Maglica
- Krešimir Makarin
- Mario Maloča
- Elvir Maloku
- Ivan Mamut
- Filip Marčić
- Damir Maričić
- Ivica Marković
- Tonči Martić
- Dejan Martinović
- Anđelko Marušić
- Ivan Mastelić
- Ivan Matić
- Stipe Matić
- Frane Matošić
- Jozo Matošić
- Duje Medak
- Hysen Memolla
- Mirza Mešić
- Rizah Mešković
- Dejan Mezga
- Vatroslav Mihačić
- Dino Mikanović
- Mirko Mihić
- Darko Miladin
- Goran Milanko
- Artem Milevsky
- Antonio Milić
- Hrvoje Milić
- Zvonimir Milić
- Ljubo Miličević
- Branko Miljuš
- Goran Milović
- Ante Miše
- Mladen Mladenović
- Ante Mladinić
- Ivica Mornar
- Srđan Mrkušić
- Alen Mrzlečki
- Tonći Mujan
- Jasmin Mujdža
- Nail Mulić
- Pablo Munhoz
- Igor Musa
- Džemaludin Mušović
- Dražen Mužinić

## N

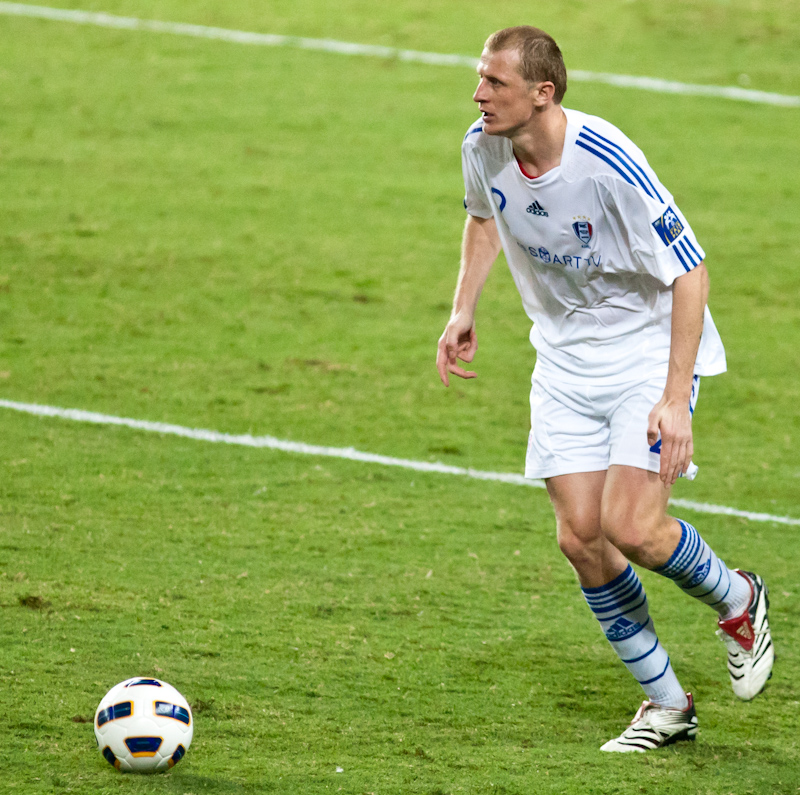
Mato Neretljak

- Petar Nadoveza
- Ozren Nedoklan
- Mato Neretljak
- Zoran Nižić
- Leopold Novak
- Arbën Nuhiji

## O
- Branko Oblak
- Jure Obšivač
- Franck Ohandza
- Mirko Oremuš
- Mario Osibov
- Filip Ozobić

## P

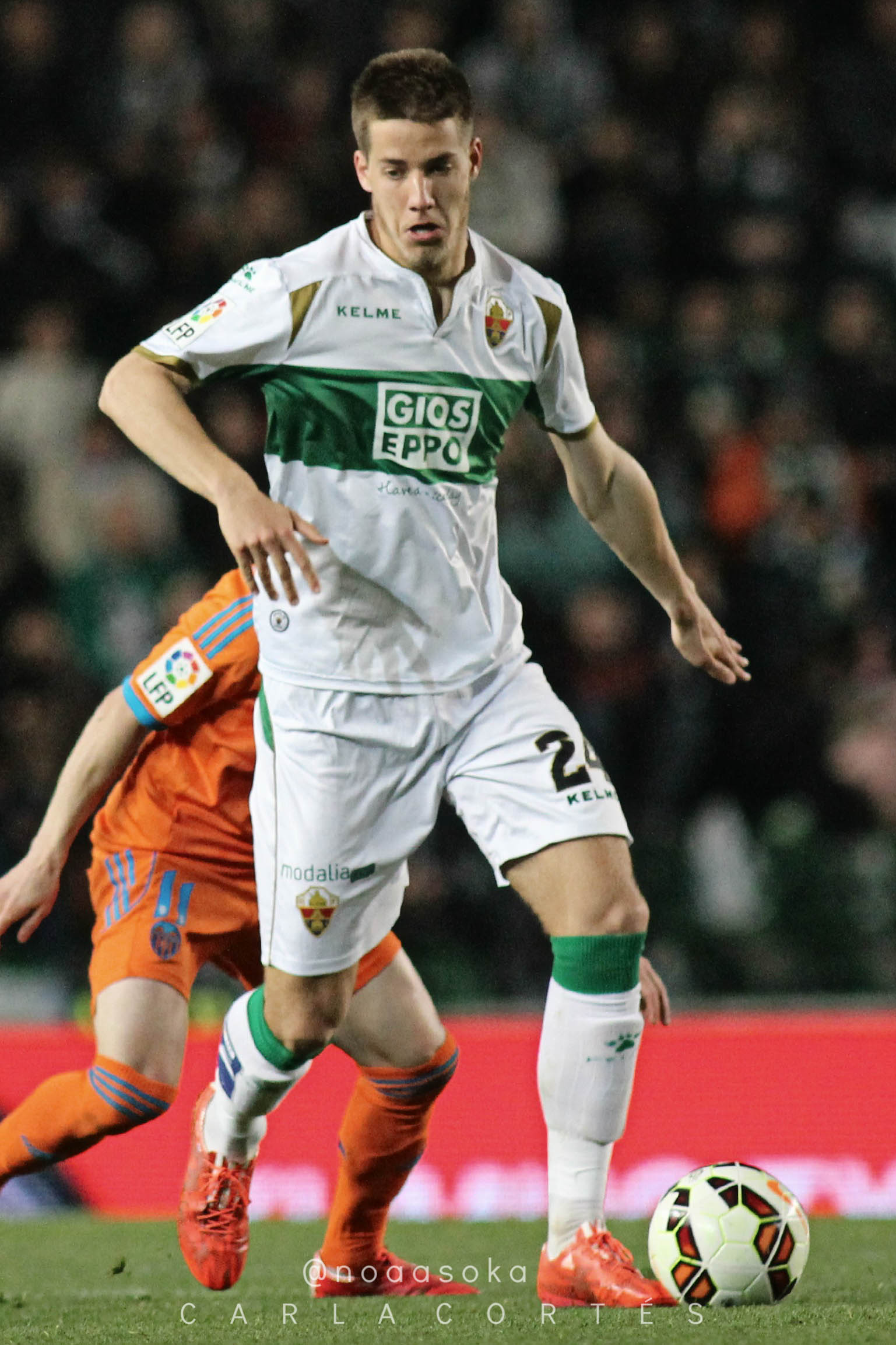
Mario Pašalić

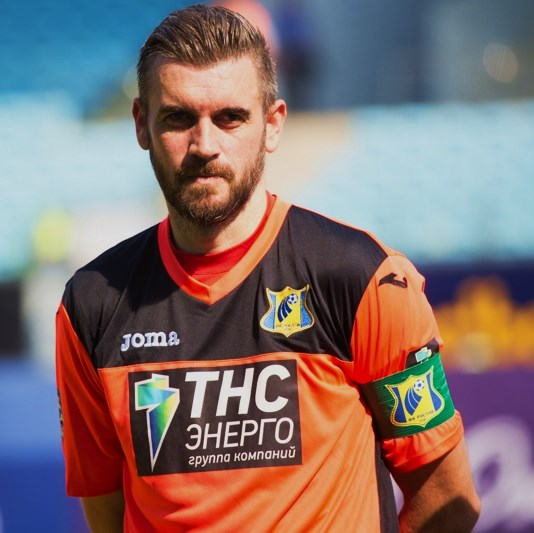
Stipe Pletikosa

- Viktor Paço
- Angelko Panov
- Zlatko Papec
- Vlado Papić
- Lucas Patinho
- Mario Pašalić
- Ivan Pavlica
- Marko Pejić
- Zvezdan Pejović
- Mladen Pelaić
- Niko Peraić
- Matko Perdijić
- Špiro Peričić
- Saša Peršon
- Luka Peruzović
- Dušan Pešić
- Ivan Pešić
- Vatroslav Petrinović
- Toni Pezo
- Ivica Pirić
- Zoran Plazonić
- Luka Pleština
- Stipe Pletikosa
- Šime Poduje
- Veljko Poduje
- Mladen Pralija
- Nenad Pralija
- Karol Praženica
- Xhevat Prekazi
- Boro Primorac
- Ivan Prskalo
- Dado Pršo
- Ivan Prtajin
- Ivan Pudar
- Jurica Puljiz

## Q
- Ruslan Qurbanov

## R

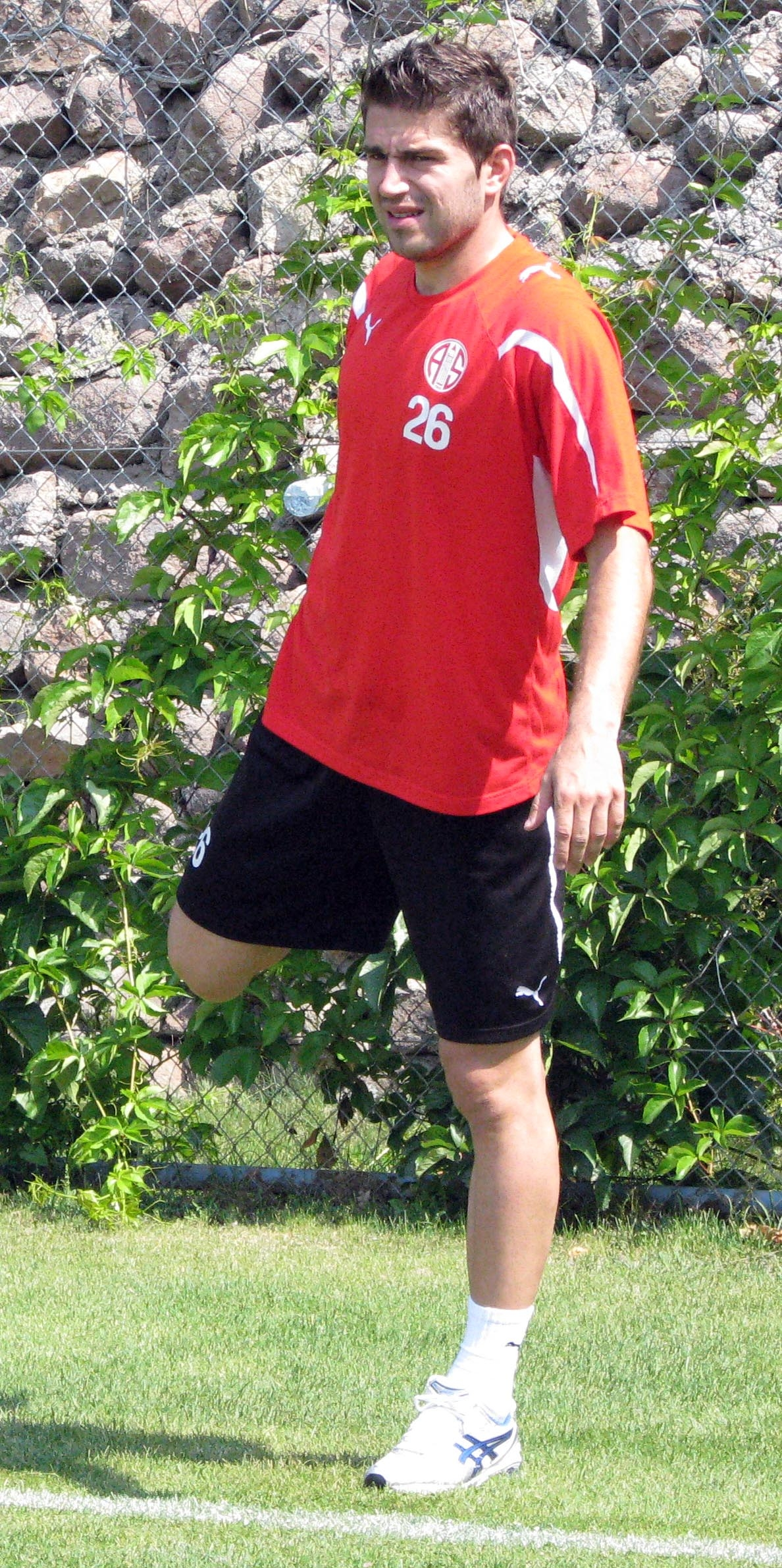
Ivan Radeljić

- Natko Rački
- Dean Računica
- Artem Radtsjenko
- Dmitri Radtsjenko
- Ivan Radeljić
- Božidar Radošević
- Josip Radošević
- Nikola Radović
- Ivo Radovniković
- Rafael Alves Targino
- Marko Ranilović
- Boris Rapaić
- Milan Rapaić
- Damir Rašić
- Šime Raunig
- Sulejman Rebac
- Ante Režić
- Aleksandar Ristić
- Ivan Rodić
- Janko Rodin
- Zoran Roglić
- Ante Roguljić
- Đovani Roso
- Ante Rožić
- Vedran Rožić
- Goran Rubil
- Ante Rukavina
- Tomislav Rukavina
- Vedran Runje
- Zlatko Runje

## S
- Goran Sablić
- Said Ahmed Said
- Nenad Šalov

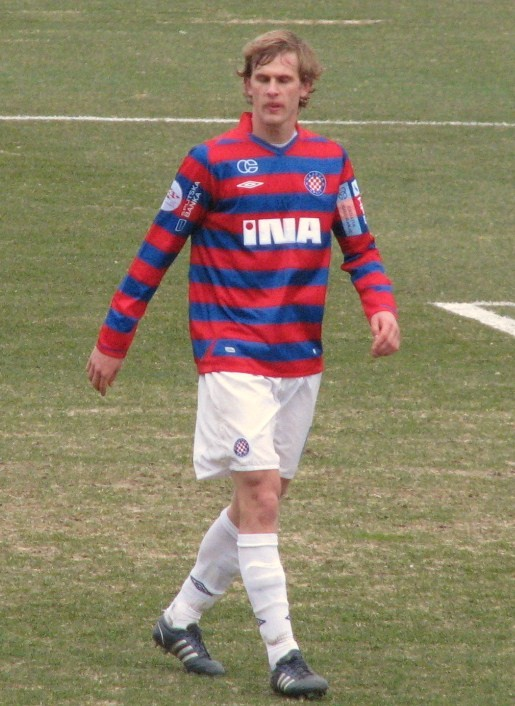
Verdediger Ivan Strinić.

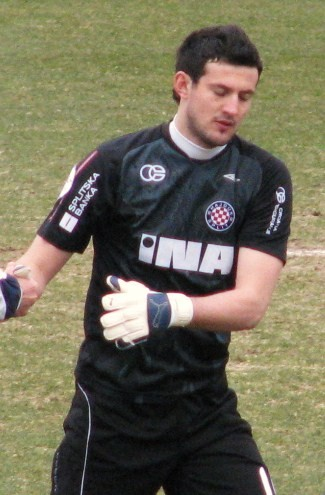
Doelman Danijel Subašić.

- Thiago Ribeiro dos Santos
- Nikola Sarić
- Mass Sarr, Jr.
- Mario Sačer
- Goce Sedloski
- Mirko Selak
- Vladimir Šenauer
- Božidar Senčar
- Ivo Šeparović
- Ante Serdarušić
- Anthony Šerić
- Dragi Setinov
- Ahmad Sharbini
- Anas Sharbini
- Ante Sirković
- Lorenco Šimić
- Zoran Simović
- Zdravko Simonović
- Vjeran Simunić
- Božidar Šitić
- Josip Skoko
- Blaž Slišković
- Ivo Smoje
- Jiří Sobotka
- Josip Solić
- Darijo Srna
- Tomislav Stanić
- Igor Štimac
- Branko Stinčić
- Dante Stipica
- Danijel Stojanović
- Dragan Stojkić
- Ivan Strinić
- Danijel Subašić
- Hrvoje Sunara
- Tedi Surać
- Ivica Šurjak
- Tino-Sven Sušić
- Željko Susa
- Petar Šuto

## T

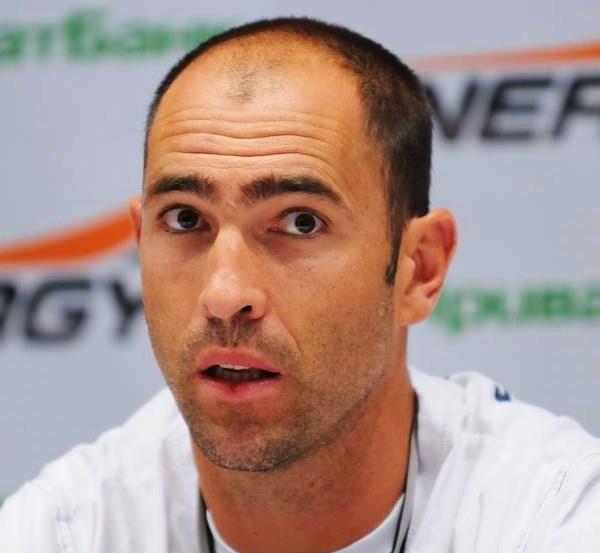
Voormalig voetballer en hoofdtrainer van HNK Hajduk Split, Igor Tudor.

- Duje Tadić
- Ryan Thomson
- Mario Tičinović
- Jerko Tipurić
- Hrvoje Tokić
- Anthony Tokpah
- Ivo-Valentino Tomaš
- Marin Tomasov
- Fabjan Tomić
- Novak Tomić
- Sandro Tomić
- Vjekoslav Tomić
- Ivan Tomičić
- Rade Tošić
- Dinko Trebotić
- Fran Tudor
- Igor Tudor
- Almir Turković

## U
- Sašo Udovič

## V

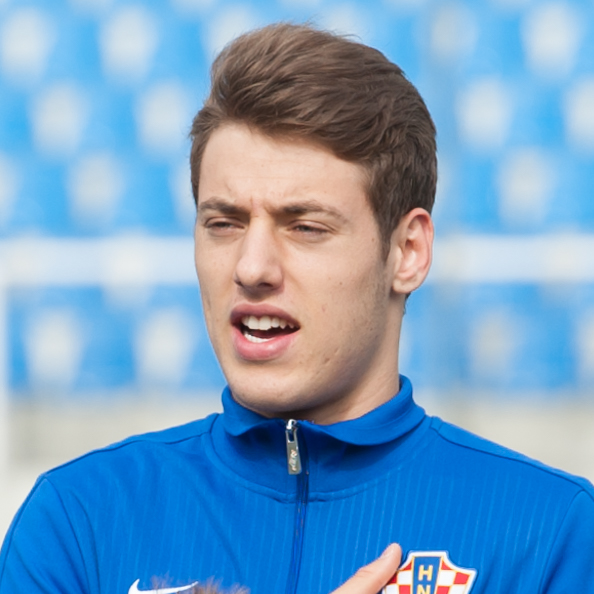
Nikola Vlašić.

- Miro Varvodić
- Zoran Varvodić
- Ivan-Anton Vasilj
- Hrvoje Vejić
- Julián Velázquez
- Nicolás Vélez
- Māris Verpakovskis
- Joško Vidošević
- Belmin Vila
- Ante Vitaić
- Frane Vitaić
- Frane Vladislavić
- Robert Vladislavić
- Nikola Vlašić
- Frane Vojković
- Avdija Vrsajević
- Goran Vučević
- Jurica Vučko
- Luka Vučko
- Pavao Vugdelija
- Zlatko Vujović
- Zoran Vujović
- Bernard Vukas
- Kazimir Vukčević
- Radomir Vukčević
- Andrija Vuković
- Hrvoje Vuković
- Ivan Vuković
- Josip Vuković
- Ante Vukušić
- Kazimir Vulić
- Zoran Vulić
- Lovre Vulin
- Danijel Vusković

## W
- Josip Weber

## Z
- Ante Žanetić
- Toni Žile
- Tonči Žilić
- Boris Živković
- Marijan Zovko
- Slaviša Žungul
- Antonio Župan